# کریستیان مالماگرو
کریستیان مالماگرو (اسپانیایی: Cristian Malmagro‎؛ زادهٔ ۱۱ مارس ۱۹۸۳) بازیکن هندبال اهل اسپانیا است.